# Pseudotrochalus ertli
Pseudotrochalus ertli är en skalbaggsart som beskrevs av Moser 1919. Pseudotrochalus ertli ingår i släktet Pseudotrochalus och familjen Melolonthidae. Inga underarter finns listade i Catalogue of Life.